# The Girl from New York City
The Girl from New York City is de tweede aflevering van het vierde seizoen van het tienerdrama Beverly Hills, 90210, die voor het eerst werd uitgezonden op 15 september 1993.

## Verhaal
Dylan keert terug in de Verenigde Staten. Dit vindt Kelly niet goed nieuws. Ze geeft toe aan Donna dat de ruzie tussen hen niet volledig zijn schuld was. Ze betrapte hem namelijk op het praten met een andere vrouw en ging uit van het ergste. Uit wraak ging ze mee met de barkeeper tot diep in de nacht. Hoewel ze nooit iets met hem heeft gedaan, liet ze Dylan in de waan dat ze met hem vreemd is gegaan. De volgende dag leggen Kelly en Dylan het bij.
Brandon probeert intiemer te worden met Jill, maar zij weigert dit. Ze geeft toe moeite te hebben met intieme zaken, omdat ze onlangs verkracht is door een man toen ze alleen over straat liep.
Brenda's verblijf in de studievereniging in Minnesota verloopt niet goed. Ze krijgt al snel heimwee en het lukt haar maar niet om vrienden te maken. Op een avond hoort ze Darla en haar vrienden roddelen over haar. Zo zeggen ze dat ze verwaand en arrogant is. Voor Brenda is de maat vol en ze besluit te stoppen met haar studie om terug te keren naar Beverly Hills. Haar ouders vinden het idee niet leuk dat Brenda gestopt is met haar studie en ook Brandon is niet enthousiast als hij zijn kamer weer moet delen. Uiteindelijk meldt ze zich aan bij de California University.

## Rolverdeling
- Jason Priestley - Brandon Walsh
- Shannen Doherty - Brenda Walsh
- Jennie Garth - Kelly Taylor
- Ian Ziering - Steve Sanders
- Gabrielle Carteris - Andrea Zuckerman
- Luke Perry - Dylan McKay
- Brian Austin Green - David Silver
- Tori Spelling - Donna Martin
- Carol Potter - Cindy Walsh
- James Eckhouse - Jim Walsh
- Katherine Cannon - Felice Martin
- Jennifer Grant - Celeste Lundy
- Robia LaMorte - Jill Fleming
- Wendy Benson-Landes - Darla Hansen
- Rachel True - Jan Myler
- Jennifer Guthrie - Katie Destable
- Michael Macdermott - Dylan
- Martha Victoria Romo - Brigitte